# Nowa Bystrzyca

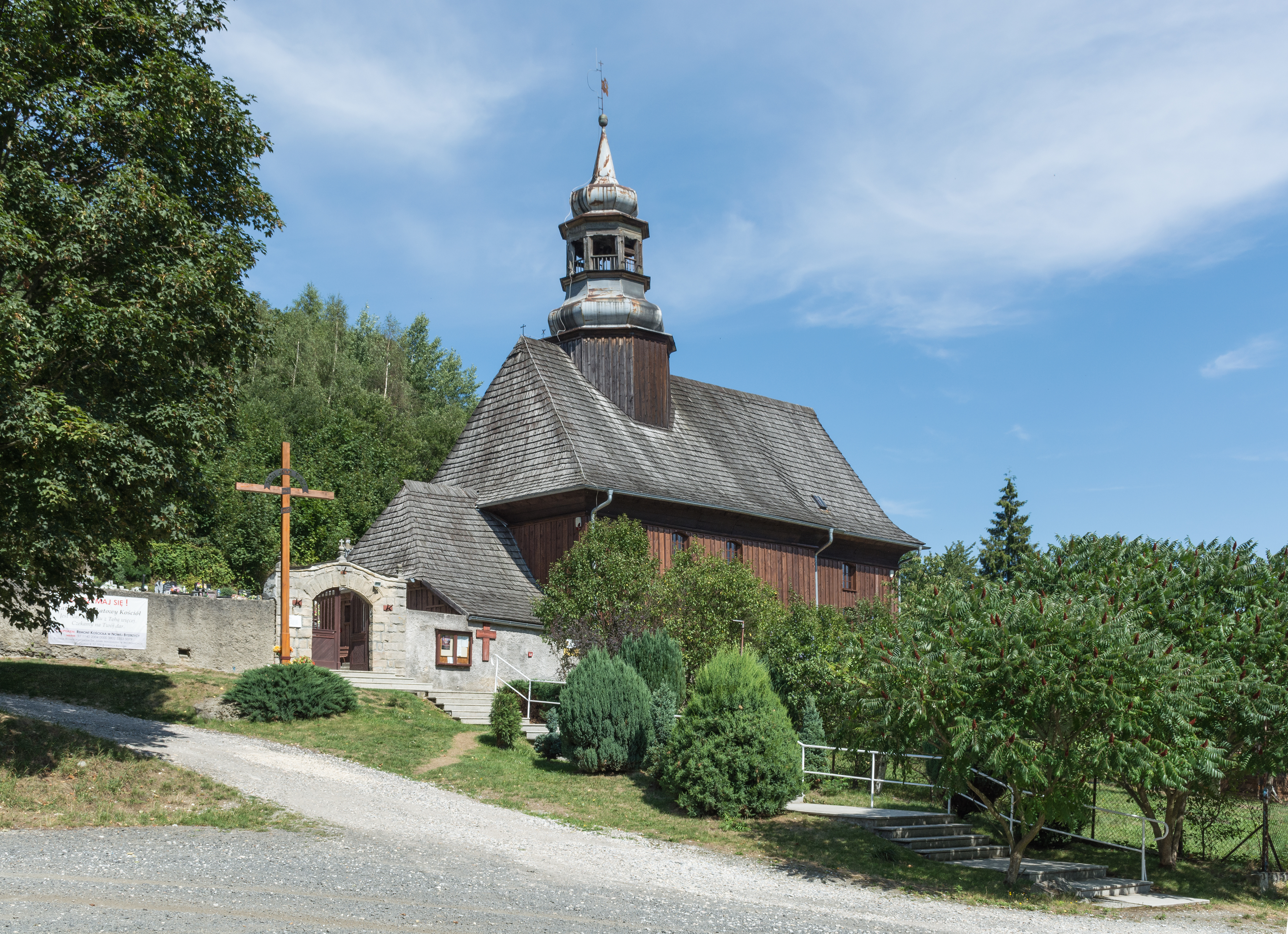
Maria-Himmelfahrt-Kirche

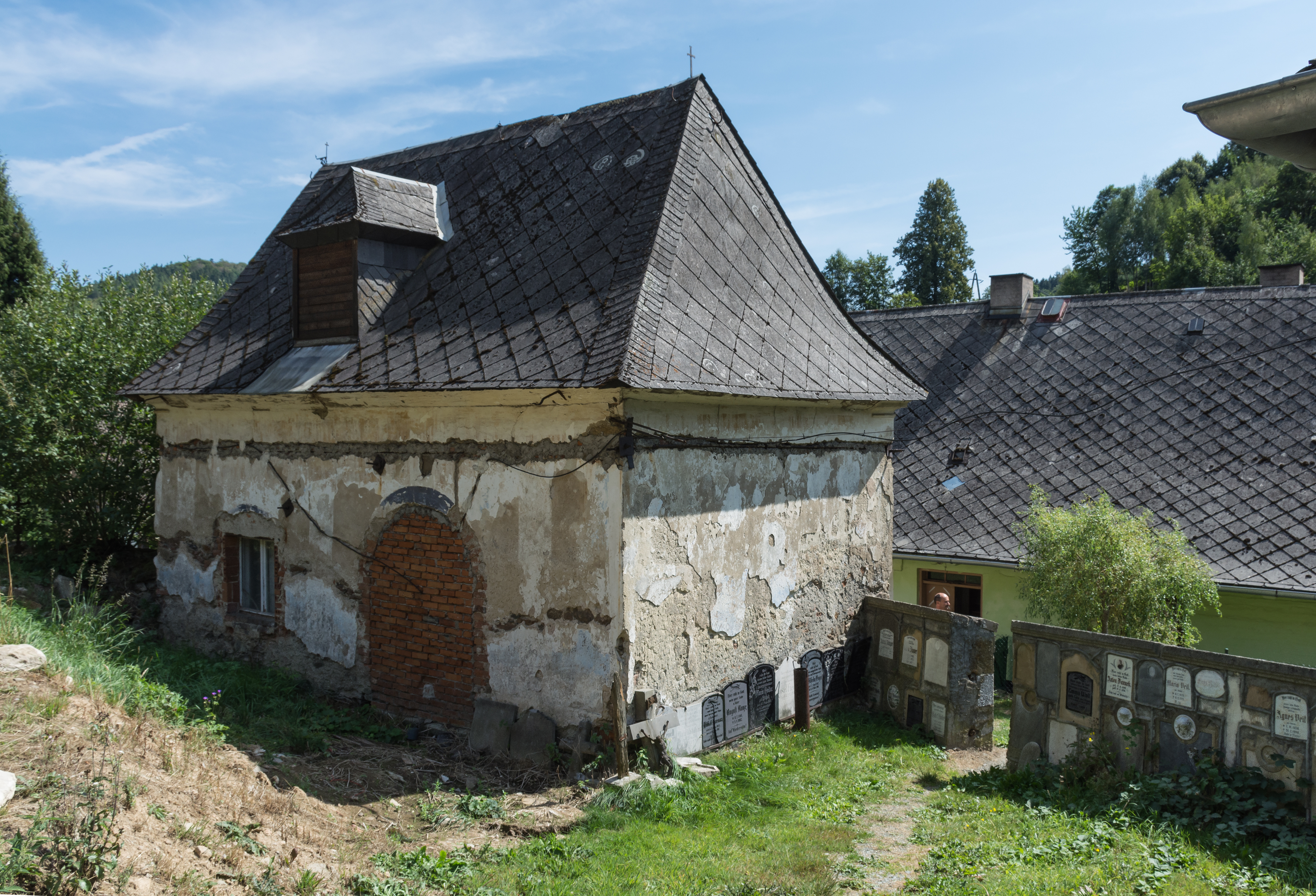
Totenkapelle

Nowa Bystrzyca (deutsch: Neu Weistritz, bis 1874: Neuweistritz) ist ein Ort in der Stadt- und Landgemeinde Bystrzyca Kłodzka im Powiat Kłodzki der Woiwodschaft Niederschlesien in Polen. Es liegt fünf Kilometer westlich von Bystrzyca Kłodzka (Habelschwerdt).

## Geographie
Stara Bystrzyca liegt im Süden des Glatzer Kessels in den östlichen Ausläufern des Habelschwerdter Gebirges. Nachbarorte sind Zalesie (Spätenwalde) im Norden, Stara Bystrzyca (Alt Weistritz) im Nordosten, Bystrzyca Kłodzka im Osten, Spalona (Brand) im Südwesten sowie Młoty (Hammer) und Wójtowice (Voigtsdorf) im Nordwesten.

## Geschichte
Neu Weistritz wurde erstmals 1412 als „zur newen Wystricz“ erwähnt. Es war zur Habelschwerdter Pfarrkirche St. Michael gewidmet und gehörte zum Glatzer Land, mit dem es die Geschichte seiner politischen und kirchlichen Zugehörigkeit von Anfang an teilte.
Nach dem Ersten Schlesischen Krieg 1742 und endgültig mit dem Hubertusburger Frieden 1763 fiel es zusammen mit der Grafschaft Glatz an Preußen. Nach der Neugliederung Preußens gehörte es ab 1815 zur Provinz Schlesien und war zunächst dem Landkreis Glatz und ab 1818 dem neu geschaffenen Landkreis Habelschwerdt eingegliedert, mit dem es bis 1945 verbunden blieb. Ab 1874 gehörte die Landgemeinde Neu Weistritz zum Amtsbezirk Alt Weistritz. In der zweiten Hälfte des 19. Jahrhunderts entstand in Neu Weistritz eine Fabrik für Holzstoff, aus dem Papier hergestellt wurde. Nachfolgend wurde eine maschinelle Produktion von Papier und die Herstellung von Pappe und Kartons aufgenommen. In dem Werk wurden um 1900 rund 100 Arbeiter beschäftigt. Ab Mitte der 1920er Jahre gehörte das Unternehmen der Firma M. Pam & Co, die den Betrieb modernisierte, so dass täglich bis zu 10 Tonnen Papier hergestellt werden konnten. 1939 wurden 600 Einwohner gezählt.
Als Folge des Zweiten Weltkriegs fiel Neu Weistritz 1945 mit dem größten Teil Schlesiens an Polen und wurde in Nowa Bystrzyca umbenannt. Die deutsche Bevölkerung wurde vertrieben. Die neu angesiedelten Bewohner waren teilweise Zwangsumgesiedelte aus Ostpolen, das an die Sowjetunion gefallen war. Die Zahl der Einwohner ging nachfolgend deutlich zurück. Ab 1945 gehörte Nowa Bystrzyca zum Powiat Bystrzycki, der 1975, ebenso wie die bis dahin zuständige Woiwodschaft Breslau aufgelöst wurde. 1975–1998 gehörte Nowa Bystrzyca zur Woiwodschaft Wałbrzych (Waldenburg). Im Ort befindet sich eine Papierfabrik sowie Abfüllanlagen für Mineralwasser.

## Sehenswürdigkeiten
- Die Filialkirche Mariä Himmelfahrt wurde 1726 anstelle einer Friedhofskapelle errichtet und war zunächst der Heiligen Dreifaltigkeit geweiht. Es ist ein holzverschalter Blockbau. Die Ausstattung stammt aus dem 18. Jahrhundert. Im Hauptaltar befindet sich im oberen Teil ein Relief mit der Darstellung der hl. Dreifaltigkeit, im unteren Teil eine Marienfigur im Strahlenkranz. Die Kirche ist jetzt Filialkirche von Wójtowice (Voigsdorf).
- Die Totenkapelle neben der Kirche wurde 1772 errichtet. Die Kreuzigungsgruppe stammt aus dem Jahr 1795.
- Oberhalb des Ortes steht ein barockes Wegekreuz mit der Darstellung eines Doppeladlers am Sockel.

## Persönlichkeiten
- Ernst Mandel (1841–1901), deutscher Theologe und von 1889 bis 1901 königlicher Großdechant sowie Vikar der Grafschaft Glatz